# Joel Perez
Joel Perez es un actor, cantante y bailarín estadounidense y mitad puertorriqueño, conocido por su trabajo en varias representaciones teatrales y apariciones en televisión.

## Primeros años
Perez nació en Boston y creció en Lawrence, Massachusetts. Su padre es un ministro pentecostal y conoció el canto por primera vez a una edad temprana en la iglesia. Se graduó de Central Catholic High School en Lawrence en 2004. En octavo grado, Perez protagonizó la producción de Cinderella de Fellowship Christian Academy como The Herald. Más tarde protagonizó la producción de su escuela secundaria de Bye Bye Birdie como Conrad Birdie.
Perez asistió a laUniversidad Tufts y se graduó en 2008. Allí actuó en producciones de Children of Eden y Hair. Estudió durante un semestre en la British American Drama Academy de Londres. También estudió en el Upright Citizens Brigade Theatre en su tercer año de universidad.

## Carrera
Después de graduarse de la universidad en 2008, Perez fue aceptado en el programa Springboard NYC del American Theatre Wing. Durante este tiempo, Perez estuvo involucrado con Stage Source y audicionó para In the Heights y el Festival de Teatro de Williamstown. También recibió una audición de regreso un año y medio después para In the Heights. Luego de seis audiciones, Perez se unió a la obra en su gira nacional. Cuando regresó a Nueva York, adquirió su licencia de bienes raíces y comenzó a trabajar como agente, antes de realizar otros trabajos, incluido el de asistente personal para el programa History Detectives de PBS.
Perez comenzó su carrera en 2010 con un papel en la gira nacional del musical ganador del premio Tony In the Heights. Mientras estaba de gira con In the Heights apareció en la película BoyBand.
En 2013, Perez interpretó a Mark, Pete, Roy y Bobby Jeremy, uno de los dos únicos papeles para hombres, en el estreno mundial de la producción de teatro público Off-Broadway de Fun Home. Perez se involucró en el trabajo en sus primeras etapas. Mientras estaba en el Sundance Theatre Lab en Jacksonville, Florida, Perez se reunió con Lisa Kron y Jeanine Tesori, creadoras de la adaptación de la obra de Alison Bechdel. En ese momento, Perez estaba trabajando en Stuck Elevator. Rápidamente se hizo amigo de los dos y le pidieron que participara en la obra. En abril de 2015, Perez viajó con el espectáculo a Broadway en el Circle in the Square Theatre, donde ganó cinco premios Tony.
Más recientemente, Perez interpretó los papeles de Vittorio Vidal, Daddy Brubeck y Herman en la reposición off-Broadway de Sweet Charity de The New Group. Perez también protagonizó Broadway Sings, un concierto anual iniciado en 2011 por Corey Mach que celebra y reinventa la música de los íconos del pop.

### Broken Box Mime Theater Company
Perez ha sido miembro de la Broken Box Mime Theatre Company en Nueva York desde sus inicios en 2011. Broken Box tiene sus raíces en un grupo de mimos dirigido por estudiantes llamado HYPE en la Universidad Tufts. El trabajo de Perez como mimo sirve como una "base" lejos del brillo y el glamour de Broadway. La creación de una obra de teatro es un proceso colaborativo entre actores y no está guiado principalmente por un dramaturgo. La mayoría de las piezas de la compañía están acompañadas de música contemporánea, lo que ayuda a crear el ambiente para una actuación determinada. Broken Box ganó el Premio de Teatro Innovador de Nueva York 2014 al Mejor Reparto.

## Vida personal
Pérez ha sido un hombre gay desde 2007.

## Créditos

### Teatro
| Año       | Título               | Papel                                 | Notas                             |
| --------- | -------------------- | ------------------------------------- | --------------------------------- |
| 2010      | In the Heights       | Ensemble                              | Gira nacional                     |
| 2013      | Stuck Elevator       | Marco                                 | A.C.T.                            |
| 2013–2014 | Fun Home             | Mark/Pete/Roy/Bobby Jeremy            | Teatro Público                    |
| 2014      | The Mapmaker's Opera | Diego Clemente                        | New York Musical Theatre Festival |
| 2015–2016 | Fun Home             | Mark/Pete/Roy/Bobby Jeremy            | Broadway                          |
| 2016–2017 | Sweet Charity        | Vittorio/Daddy Brubeck/Herman/Charlie | The New Group (Off-Broadway)      |

### Películas
| Año  | Título              | Papel        | Notas        |
| ---- | ------------------- | ------------ | ------------ |
| 2010 | The Last Harbor     | Luis         |              |
| 2010 | BoyBand             | Jordan       |              |
| 2011 | Today __cks         | Asshole      | Cortometraje |
| 2012 | Marranos            | Gabriel      |              |
| 2014 | Family With Fire    | Bill Cassidy | Cortometraje |
| 2015 | Strange Past        | Tom          | Cortometraje |
| 2021 | Tick, Tick... Boom! | Lincoln      |              |

### Televisión
| Año  | Título                                 | Papel           | Notas                  |
| ---- | -------------------------------------- | --------------- | ---------------------- |
| 2012 | The Big C                              | Miguel          | 1 episodio             |
| 2014 | Person of Interest                     | Mask            | 1 episodio             |
| 2015 | Black Box                              | Mexican Carson  | 1 episodio             |
| 2016 | The Outs                               | Eli             | Serie web, 4 episodios |
| 2017 | Odd Mom Out                            | Carlos          | 2 episodios            |
| 2018 | Jesus Christ Superstar Live in Concert | Ensemble        | Musical en vivo        |
| 2024 | Hazbin Hotel                           | Valentino (voz) | Recurrente             |

### Web
| Año  | Título       | Papel | Notas |
| ---- | ------------ | ----- | ----- |
| 2023 | Helluva Boss | Doc   | Voz   |